# خوثكار
بلدية خوثكار (بالإسبانية: Júzcar) هي بلدية تقع في مقاطعة مالقة التابعة لمنطقة أندلوسيا جنوب إسبانيا.

## الديموغرافيا
بلغ عدد سكان بلدية خوثكار 242 نسمة عام 2011 (وفقاً للمعهد الوطني الإسباني للإحصاء).
| 219 | 223 | 218 | 185 | 201 | 218 | 242 |